# Maniace

Localització de Maniace a Catània

Maniace (sicilià Maniàci) és un municipi italià, dins de la ciutat metropolitana de Catània. L'any 2006 tenia 3.636 habitants. Limita amb els municipis de Bronte, Cesarò (ME) i Longi (ME).

## Administració
| Període | Identitat                 | Partit        |
| ------- | ------------------------- | ------------- |
| 2005-   | Salvatore Pinzone Vecchio | Llista cívica |